# (817) Annika
(817) Annika – planetoida z pasa głównego asteroid.

## Odkrycie
Została odkryta 6 lutego 1916 roku w Landessternwarte Heidelberg-Königstuhl w Heidelbergu przez Maxa Wolfa. Pochodzenie nazwy nie jest znane. Przed nadaniem nazwy planetoida nosiła oznaczenie tymczasowe (817) 1916 YW.

## Orbita
(817) Annika okrąża Słońce w ciągu 4 lat i 62 dni w średniej odległości 2,59 au. Planetoida należy do rodziny planetoidy Eunomia.